# Xã Seneca, Quận McHenry, Illinois
Xã Seneca (tiếng Anh: Seneca Township) là một xã thuộc quận McHenry, tiểu bang Illinois, Hoa Kỳ. Năm 2010, dân số của xã này là 2.944 người.